# 圣科隆布德迪拉斯
圣科隆布德迪拉斯（法語：Sainte-Colombe-de-Duras，法語發音：[sɛ̃t kɔlɔ̃b də dyʁas]，意为“迪拉斯的圣科隆布”）是法国洛特-加龙省的一个市镇，属于马尔芒德区。

## 地理
圣科隆布德迪拉斯（44°41'25"N, 0°7'29"E）面积6.97 平方千米，位于法国新阿基坦大区洛特-加龍省，该省份为法国西南部内陆省份，北起多爾多涅省，西接吉倫特省和朗德省，南至热尔省，东临塔恩-加龙省和洛特省。
与圣科隆布德迪拉斯接壤的市镇（或旧市镇、城区）包括：埃斯克洛特、迪约利沃勒、佩勒格吕、巴莱萨格。

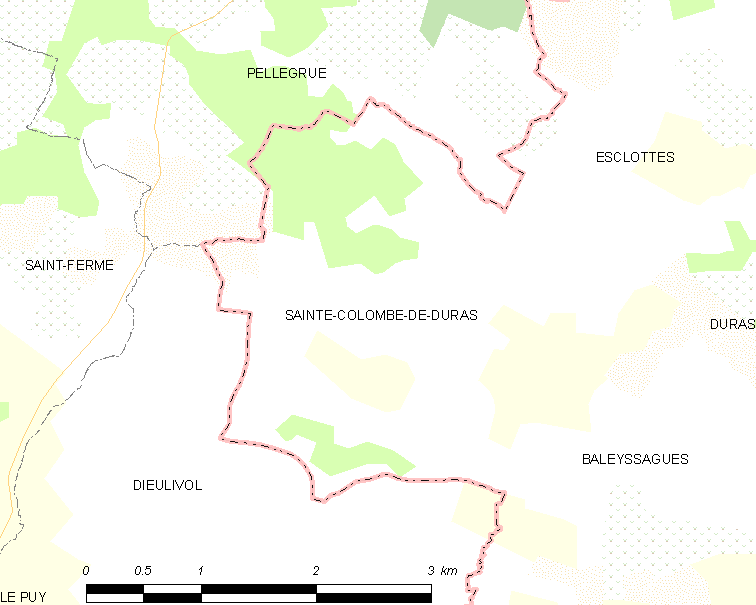
圣科隆布德迪拉斯的OSM定位图

圣科隆布德迪拉斯的时区为UTC+01:00、UTC+02:00（夏令时）。

## 行政
圣科隆布德迪拉斯的邮政编码为47120，INSEE市镇编码为47236。

## 政治
圣科隆布德迪拉斯所属的省级选区为吉耶讷山丘县。

## 人口

1962-2008年间圣科隆布德迪拉斯人口变化图示

圣科隆布德迪拉斯于2022年1月1日时的人口数量为100人。